# San Antonio (Jujuy)
Pour les articles homonymes, voir San Antonio (homonymie).
San Antonio est une ville de la province de Jujuy et le chef-lieu du département de San Antonio en Argentine.